# José de Mendizábal e Imaz
José de Mendizábal e Imaz (Lazcano, 1784 - La Paz, 1843) fue un militar español que llegó a ocupar los cargos de intendente de las Intendencia de Cochabamba y de la Intendencia de La Paz, siendo el último gobernante de esta ciudad bajo el mandato español.

## Biografía
José Ildefonso de Mendizábal e Imaz nació en Lazcano, en la región de Guipúzcoa en 1784. Su padres fueron Pedro José Mendizábal y Teresa Antonia Imaz Altolaguirre, la familia Mendizábal pertenecía a la élite de la región y su padre estaba emparentado con Gabriel de Mendizábal, conde de Cuadro de Alba de Tormes.
En 1807 Mendizábal llegó a La Paz para formar parte del regimiento de la ciudad con el rango de capitán. El 18 de marzo de 1809 se casó con María Josefa de Iturralde y Machicado, hija del capitán español vizcaíno Juan Fernando de Iturralde y de la sorateña María Gertrudis Machicado y Góngora. La ceremonia fue celebrada por el obispo Remigio de la Santa y Ortega en la capilla del palacio episcopal. La pareja llegó a tener una hija de nombre María Josefa Julia el 26 de enero de 1810.
Mendizábal se destacó al servicio de José Manuel de Goyeneche y éste lo elevó al rango de teniente coronel el 8 de mayo de 1812. En agosto de ese año fue llamado por Goyeneche para que se uniera a él en la ciudad de Potosí.
En 1813 el nuevo comandante Joaquín de la Pezuela nombra a Mendizábal subdelegado del Partido de Chayanta de forma interina, a finales de ese año será elevado al rango de coronel de milicias. Mendizábal continuó como subdelegado interino hasta que fue ratificado en su cargo por el virrey José Fernando de Abascal el 11 de agosto de 1815.
El 28 de noviembre de 1815 participó en la Batalla de Viluma donde el ejército español logró derrotar a las tropas de las Provincias Unidas del Río de la Plata evitando que éstas puedan controlar la región del Alto Perú. El 23 de octubre de 1816 el rey Fernando VII le otorga a Mendizábal la cruz de comendador de la Orden de Isabel la Católica, un reconocimiento por su destacada participación en aquella batalla donde logró capturar 700 fusiles.
En 1817 Mendizábal fue enviado a Cochabamba para retomar el control de las regiones de Mizque y Tapacarí, esta tarea la llevó a cabo realizando importantes incursiones hasta conseguir el retiro de las tropas rebeldes. En 1818 la propaganda independentista obligó a Mendizábal a iniciar una campaña para evitar cualquier panfleto contra la corona española. En consideración a estos trabajos el virrey Joaquín de la Pezuela nombró a Mendizábal gobernador de la Intendencia de Cochabamba el 15 de febrero de 1819.
En los años siguientes la situación de las tropas realistas era cada vez más complicada, en 1821 el virrey Pezuela fue obligado a renunciar a su cargo y fue sucedido por José de la Serna quien era considerado liberal. En el Alto Perú el general Pedro Antonio Olañeta trataba de controlar el avance revolucionario y el 23 de septiembre de 1823 decide nombrar a Mendizábal gobernador de la Intendencia de La Paz.
La relación entre Olañeta y La Serna se deterioró tanto que este último envió al general Gerónimo Valdés para evitar que Olañeta actuase solo. Mendizábal demostró su astucia al ser un mediador entre Valdés y Olañeta en septiembre de 1824.
En enero de 1825 la ciudad de La Paz estaba a punto de caer ante las tropas revolucionarias. Antonio José de Sucre envió a su ayudante Antonio Elizalde a pactar con el ejército de Olañeta y evitar más combates, por su parte Olañeta designó a Mendizábal como su representante en las negociaciones. El 12 de enero Elizalde y Mendizábal pactaron una tregua por el lapso de 4 meses, el armisticio fue ratificado por Olañeta pero Sucre se negó a aceptar el tratado.
Sucre se enteró de que Olañeta esperaba un cargamento de armas y provisiones con las que pretendía rearmarse y continuar la guerra luego de los 4 meses propuestos, Sucre ordenó a José Miguel Lanza avanzar con sus tropas hacia la ciudad de La Paz. El 29 de enero de 1825 las tropas revolucionarias tomaron la ciudad.Mendizábal fue el único consejero de Olañeta que votó en contra de seguir con la guerra.
Con la caída de la ciudad y el avance de las tropas de Sucre, Mendizábal decidió pactar con los revolucionarios y se retiró del ejército. Se trasladó a su hacienda de Pregona en la región de Colquechaca y permaneció allí hasta que fue asesinado en 1843 por un hombre de nombre Damián.Su esposa  regresó a la ciudad de La Paz y murió allí el 11 de febrero de 1848.